# 龍が如く3
『龍が如く3』（りゅうがごとくスリー、英題：Yakuza 3）は、セガより2009年2月26日に発売されたPlayStation 3用ゲームソフト。アメリカでは2010年3月9日、ヨーロッパでは2010年3月12日に発売。
キャッチコピーは「伝説の龍が帰ってきた」。
2018年8月9日、PlayStation 4にHDリマスター版が発売された。また、2021年1月28日にはXbox One、PCに『Yakuza 3 Remastered』という海外タイトルのまま国内配信され、『龍が如く3』～『5』のHDリマスター版をセットにした『The Yakuza Remastered Collection』と同時発売になった。

## 概要
『龍が如く2』の続編に当たる。舞台として東京の神室町のほかに沖縄の琉球街も登場する。
メインゲストとして、シンガーソングライターの泉谷しげる、俳優の中村獅童、藤原竜也、お笑いタレントの宮迫博之、宮川大輔、THE 虎舞竜の高橋ジョージが出演する。その他のゲストとして、セラピスト役としてファッションモデルの椿姫彩菜、キャバ嬢役としてファッション雑誌『小悪魔ageha』の7人のモデルが出演する。
日本では初週で約37.2万本を販売し、発売当時のPS3歴代初週販売本数2位を記録した。発売3週間で日本国内出荷本数が50万本を突破した。
当初は1人プレイのみであったが、エクストラコンテンツの配信によるアップデートで『Answer×Answer』やビリヤード、ダーツなどのミニゲームの対戦プレイができるようになった。
前述のエクストラコンテンツがほぼ全て収録された廉価版が2009年12月3日に発売されている。ただしオリジナル版のデータ引継ぎは不可能で、トロフィーも別扱いになっている。本作以降の作品も廉価版は同じ形を取られている。
本作より前に発売された『龍が如く 見参!』はタイトルに「見参」と、数字の3を表す大字の「参」が入っているが、後のファミ通のインタビューにて正当な続編ではなく、いわゆるスピンオフ作品であると宣言された。なお、『見参』のクリアデータがあると特典を得られるシステムがある。

## ストーリー
近江連合と東城会の抗争事件から数日後。桐生一馬は狭山薫と別れ、沖縄で養護施設を営むため澤村遥とともに東京を発つ。そして養護施設アサガオで孤児の子供たち8人と平穏な日々を送っていた。しかし1年後、沖縄にある問題が押し寄せる。
米軍基地増加計画とリゾート開発計画。それに関わる東城会と二人の政治家の存在。市民の反対が増加する中、アサガオにも土地買収の問題が発生する。土地の所有者である地元極道組織・琉道一家とのいざこざ。それが徐々に国家規模の計画と繋がっていく。しかし、大吾の力もあって事態はひとまず落ち着き、桐生たちにもまた平和が戻ってくる。
さらに1年後の2009年3月、琉道一家組長・名嘉原茂と、東城会六代目会長・堂島大吾が謎の男に銃撃され倒れる。これにより止まっていた計画が再び動き出す。そしてその犯人が風間新太郎にそっくりだったことに衝撃を覚える桐生。そして頭を失った東城会では跡目と桐生復帰をめぐって幹部たちが抗争を繰り広げ始めていた。桐生は謎の男と事件の真相を確かめるため、そして沖縄やアサガオのため、一人で巨大な陰謀に立ち向かって行く。

## 本作に追加された新要素
これらの新要素は本作以降の作品にも引き継がれている。
シームレスバトル
従来ではシナリオ進行中（アドベンチャーモード）から戦闘シーンに入る場合、一度ロードして画面を切り替えていたが、本作ではバトル開始の合図が発生すると、ロードなしで即座にバトルが開始され、よりスムーズにゲームを楽しめるようになった。
チェイスバトル
通常のバトルと異なり、敵を追いかける、もしくは敵から逃走するイベント的なバトル。発生する場所のMAPを如何に熟知しているかが、成功の鍵となる。追い掛ける場合は攻撃を当てて相手のスタミナをゼロにすれば勝利となり、逃げる場合は特定の地点まで逃げ切る、あるいは一定時間逃げると成功となる。チェイスバトルによっては敵を追いかける側ではあるがタックルができないなどの制約もある。
天啓
所持している携帯電話のカメラ機能で、街で発生した珍妙な現象を撮影し、それをヒントに新しい奥義（ヒートアクション）を編み出す機能。画面に表示されるコマンドをタイミング良く入力し、最後に正しい選択肢を選べば成功となる。入力に失敗したり選択肢を間違えると天啓は得られないが、しばらくすると再挑戦できる。
カラオケ
プレイスポットの一つで、自分で歌ったり他の人の歌に合いの手を入れて遊ぶ歌に合わせてボタンを入力するリズムアクションゲームで、遥やキャバ嬢と一緒に行く事も可能。歌は本シリーズオリジナルのものとなっており、人物によって歌える歌が異なり、主人公が歌える歌の場合は直接歌い、歌えない歌の場合は合いの手を入れる。選択した楽曲を歌える人が同行していない場合、合いの手だけを入れる事が可能。ある程度入力に成功すると、歌のサビに入る所でプロモーションビデオさながらのムービーが背景に流れるようになる（合いの手のみの場合は無し）。歌が終わると採点が表示され、得点の高い順にランキングされていく。
その他の新ミニゲーム
キャバクラ嬢を育成していく「No.1キャバ嬢をつくろう!」（通称：キャバつく）が追加された。女性をスカウトするところから始まり、スカウトした女性をトレーニングし、No.1に育てていく。髪型やメイク、衣装やアクセサリーは自由に変更可能で自分好みに仕上げることができる。ゲームセンターでは、『Answer×Answer』やシューティングゲーム「ボクセリオス」が新たに追加された。その他、ダーツやビリヤード、ゴルフや釣りといった新プレイスポットが追加された。

## 劇中の主な用語
アサガオ
桐生と遥が沖縄で営む養護施設。8人の子供達が共に過ごしている。目の前には広大なビーチが広がっている。
琉球街
沖縄の舞台となる繁華街。南部には「かりゆしアーケード」と呼ばれる商店街が存在する。なお、「かりゆし」とは沖縄の方言で「めでたい」という意味である。
琉道一家
琉球街を治める極道組織。組織としては非常に小さいが組員達は地元の人間にとても信頼されている。
堂島大吾・名嘉原茂銃撃事件
東城会会長の堂島大吾と琉道一家組長の名嘉原茂が銃撃された事件。これを機に東城会では、白峯会や錦山組、浜崎組といった直系組織が跡目を争うことになる。

## 楽曲
- 主題歌：矢沢永吉「Loser」（GARURU RECORDS）
- 挿入歌：矢沢永吉「時間よ止まれ」（CBSソニー）
- エンディング：矢沢永吉「想いがあふれたら」（東芝EMI）

## 実在企業
本作では以下の企業が登場する。これ以外にも登場する実在企業もある。 
- エースコック
- カラオケ館
- PRONTO
- サントリー
- ドン・キホーテ
- 松屋フーズ
- プロミス

## HDリマスター版

### PS4
2018年8月9日に発売された。ゲーム内容は基本的には同じではあるが、以下の追加点や変更点がある。後述するXbox One版、PC版も同様である。2022年中にもPlayStation Plusで配信される予定。 PlayStation Plus版は、プレミアム加入者のみプレイ可能である。
キャッチコピーは「伝説の復活はPS4で。」。

#### 追加点・変更点
- キャバクラに登場していた『小悪魔ageha』のモデル達は、当時の雑誌編集部がなくなり版権が消失したことで登場させる事が出来なくなり[注 5][12]、代わりとして波多野結衣と桃乃木かなの二人のセクシー女優が追加された[注 6][13]。これにより店の名前も「club ageha」から「SHINE」に、「Club Koakuma」から「JeweL」にそれぞれ変更されている。
- 玉城組の代紋のデザインが変更された。
- ミニゲームの『Answer×Answer』が削除された。また、一部のサブストーリーも削除されている。これによりコンプリートの達成条件やトロフィーの取得条件にも変更点がある。
- PS4という事もあり描画が1080p（PS3版は720p）、フレームレートが60fps（PS3版は30fps）に向上している[5]。
- 今作ではディスク販売だけでなく、ダウンロード販売にも対応している。
- 同梱特典として本作のオリジナルサウンドトラックのプロダクトコードが付与される（ダウンロード版もあり）[5]。
- パッケージデザインがPS3版と比べて、桐生の咥えタバコが削除されている、モノクロパッケージからカラーパッケージになったなどの変更点がある。

### Xbox One、PC
2021年1月28日にダウンロード専用として発売された。ゲーム内の仕様は欧米版であるが、日本語に対応している。2022年8月現在、Xbox Game Passではすでに配信されており、加入者はすぐにダウンロードして遊ぶことができる
2010年3月9日に欧米でPS3版が発売された際、ゲームの内容に一部変更がされていた。それについて批判が殺到したため、今回では日本版にかなり近い仕様となっている。また、海外版をそのまま国内配信したため国内のXbox One版、PC版にも言えることである。